# Jorge Larena
Jorge Larena és un escriptor barceloní en llengua castellana.
Va néixer al febrer del 1959, a un pis al carrer Estadella, al barri de Bon Pastor. Com molts dels seus veïns va anar a l'escola parroquial a la qual qualifica de “força liberal” per l'època. Com molta gent de la seva edat, en arribar a la joventut va entrar a les palpentes a la Jove Guàrdia Roja, organització juvenil del Partit del Treball d'Espanya.
Es un escriptor per vocació, és un enamorat de les paraules i també un apassionat del futbol. Es defineix com una persona extrovertida i tímida al mateix temps i com un home sovint absort en les seves pròpies històries. La seva primera novel·la, "Las tablas de Agharta" (Sotabur, 2002), va ser elogiada per la crítica i va tenir molt bona acollida entre el públic. Ambientada a Barcelona, la trama gira entorn de l'esoterisme i l'ocultisme nazi.
La segona novel·la que va publicar, va quedar finalista en el Premi Planeta de l'any 2000: la crua realitat d'una malalta d'Alzheimer i una prosa xocant van captivar als membres de jurat. "Versos anormales" (Mandala & LápizCero, 2010) és un poemari de versos senzills, gens artificiosos i lírica clara i directa. La seva última novel·la, "I ens van donar per morts" (La Graderia, 2013), és el primer volum d'una trilogia sobre el Reial Club Deportiu Espanyol.
Actualment viu al barri de Bon Pastor, al districte de Sant Andreu de Barcelona.